# فیات ۱۲۴ کوپه
فیات ۱۲۴ کوپه (Fiat ۱۲۴ Coupé) خودرویی است که در سال‌های ۱۹۶۷ تا ۱۹۷۵تولید شده‌است.
طراحی آن خودروهای موتور جلو-محور عقب بوده طول آن در حالت طبیعی ۱۶۲ اینچ (۴٬۱۱۵ میلیمتر)  است. سیستم جعبه‌دندهٔ آن ۵ دنده به صورت دستی است.